# Prêmio MTV MIAW all'artista musicale
Il Prêmio MTV MIAW all'artista musicale è stato uno dei premi principali dei Prêmios MTV MIAW, assegnato dal 2018 al 2022.

## Vincitori e candidati

### Anni 2010
- 2018[1]
  - Anitta
  - Alok
  - Anavitória
  - Iza
  - Kevinho
  - Ludmilla
  - Nego do Borel
  - Pabllo Vittar

- 2019[2]
  - Pabllo Vittar
  - Alok
  - Anavitória
  - Anitta
  - Baco Exu do Blues
  - Gloria Groove
  - Kevinho
  - Ludmilla

### Anni 2020
- 2020[3]
  - Anitta
  - Anavitória
  - Emicida
  - Ludmilla
  - Luísa Sonza
  - Pabllo Vittar
  - Pedro Sampaio

- 2021[4]
  - Pabllo Vittar
  - Anitta
  - Kevin o Chris
  - Lagum
  - Ludmilla
  - Luísa Sonza
  - Papatinho
  - Xamã

- 2022[5]
  - Ludmilla
  - Anitta
  - Gloria Groove
  - Luísa Sonza
  - L7nnon
  - Matuê
  - Pedro Sampaio
  - Zé Felipe